# Burst of Joy
Burst of Joy (engl. für Ausbruch von Freude) ist ein preisgekröntes Foto vom 17. März 1973. Vom Associated-Press-Fotografen Slava Veder auf der Travis Air Force Base in Kalifornien aufgenommen zeigt es fünf Menschen, die voller Freude einem Heimkehrer vom Vietnamkrieg entgegenrennen, allen voran, mit ausgestreckten Armen, die Tochter Laurie Stirm.
Robert L. Stirm gehörte zu den ersten aus langer Haft entlassenen US-Soldaten. Das Foto versinnbildlicht das Ende des Kriegs und hat etwas so euphorisch-Versöhnendes, dass es 1974 mit dem Pulitzer-Preis ausgezeichnet wurde.
Lieutenant Colonel (Oberstleutnant) Stirm war am 27. Oktober 1967 als Pilot eines US-Bombers über Hanoi abgeschossen worden und anschließend bis zum Friedensschluss, also fünf Jahre später, in Haft gewesen. Die einzige zurückhaltende Person auf dem Schwarzweiß-Foto ist Robert L. Stirms Ehefrau Lauretta. Sie hatte während der Haft ihres Manns mehrere Verhältnisse mit anderen Männern und ließ sich ein Jahr nach Roberts Heimkehr von ihm scheiden.
Robert L. Sterm wurde zum Colonel befördert und trat 1977 in den Ruhestand.